# Iso-Kankainen (ö)
Iso-Kankainen är en ö i Finland. Den ligger i sjön Pihlajavesi och i kommunen Nyslott i  landskapet Södra Savolax, i den sydöstra delen av landet, 280 km nordost om huvudstaden Helsingfors. Öns area är 1,27 kvadratkilometer och dess största längd är 2,1 kilometer i nord-sydlig riktning.